# Benedito Beni dos Santos
Benedito Beni dos Santos (ur. 15 stycznia 1937 w Lagoinha) – brazylijski duchowny katolicki, biskup diecezji Lorena w latach 2006-2013.

## Życiorys
Wstąpił do seminarium w Ipiranga. Uzyskał  tytuł magistra filozofii
edukacji na Papieskim Uniwersytecie Katolickim w São Paulo oraz doktorat z teologii dogmatycznej na tejże uczelni.
Święcenia kapłańskie przyjął 22 grudnia 1962 i został inkardynowany do diecezji Taubaté. Był m.in. koordynatorem diecezjalnym duszpasterstwa rodzin, moderatorem Kurii, członkiem kolegium
konsultorów oraz wikariuszem generalnym diecezji. Pracował także jako profesor teologii systematycznej na Papieskim Wydziale
Teologicznym Matki Bożej
Wniebowziętej w São Paulo i wykładowca filozofii edukacji na Uniwersytecie w Taubaté.

### Episkopat
28 listopada 2001 został mianowany przez papieża Jana Pawła II biskupem pomocniczym archidiecezji São Paulo i biskupem tytularnym Nasai. Sakry biskupiej udzielił mu 9 lutego 2002 ówczesny ordynariusz tejże archidiecezji, kard. Cláudio Hummes. W archidiecezji był odpowiedzialny m.in. za Papieski Wydział Teologiczny Matki Bożej
Wniebowziętej. Był także wikariuszem biskupim dla regionu Lapa.
26 kwietnia 2006 Benedykt XVI mianował go biskupem diecezjalnym Loreny. Ingres odbył się 18 czerwca tegoż roku.
25 września 2013 przeszedł na emeryturę.